# X Factor 3 Compilation
X Factor 3 Compilation è una compilation, pubblicata il 23 ottobre 2009. Raccoglie i brani cantati dai concorrenti della terza edizione di X Factor Italia e le loro basi musicali.

## Tracce
1. Marco Mengoni – Man in the Mirror – 4:06 (Michael Jackson)
2. Damiano Fiorella – La canzone dell'amore perduto – 2:54 (Fabrizio De André)
3. Ornella Felicetti – Malo – 3:32 (Bebe)
4. Silver – Vita – 3:06 (Lucio Dalla, Gianni Morandi)
5. Chiara Ranieri – Forbidden Colours – 3:14 (David Sylvian)
6. Sofia – Falco a metà – 3:53 (Gianluca Grignani)
7. Luana Biz – Human – 4:05 (The Killers)
8. Francesca Ciampa – Nothing Compares 2 U – 3:48 (Sinéad O'Connor)
9. Yavanna – Con te partirò – 4:00 (Andrea Bocelli)
10. A&K – Survivor – 3:34 (Mike Francis)
11. Horrible Porno Stuntmen – Tainted Love – 2:34 (Gloria Jones)
12. Mario Spada – Personal Jesus – 3:27 (Depeche Mode)
13. Francesco Gramegna – You're So Vain – 3:24 (Carly Simon)

## Classifica italiana
| Classifica | Posizione più alta |
| ---------- | ------------------ |
| FIMI       | 6                  |